# Rullad

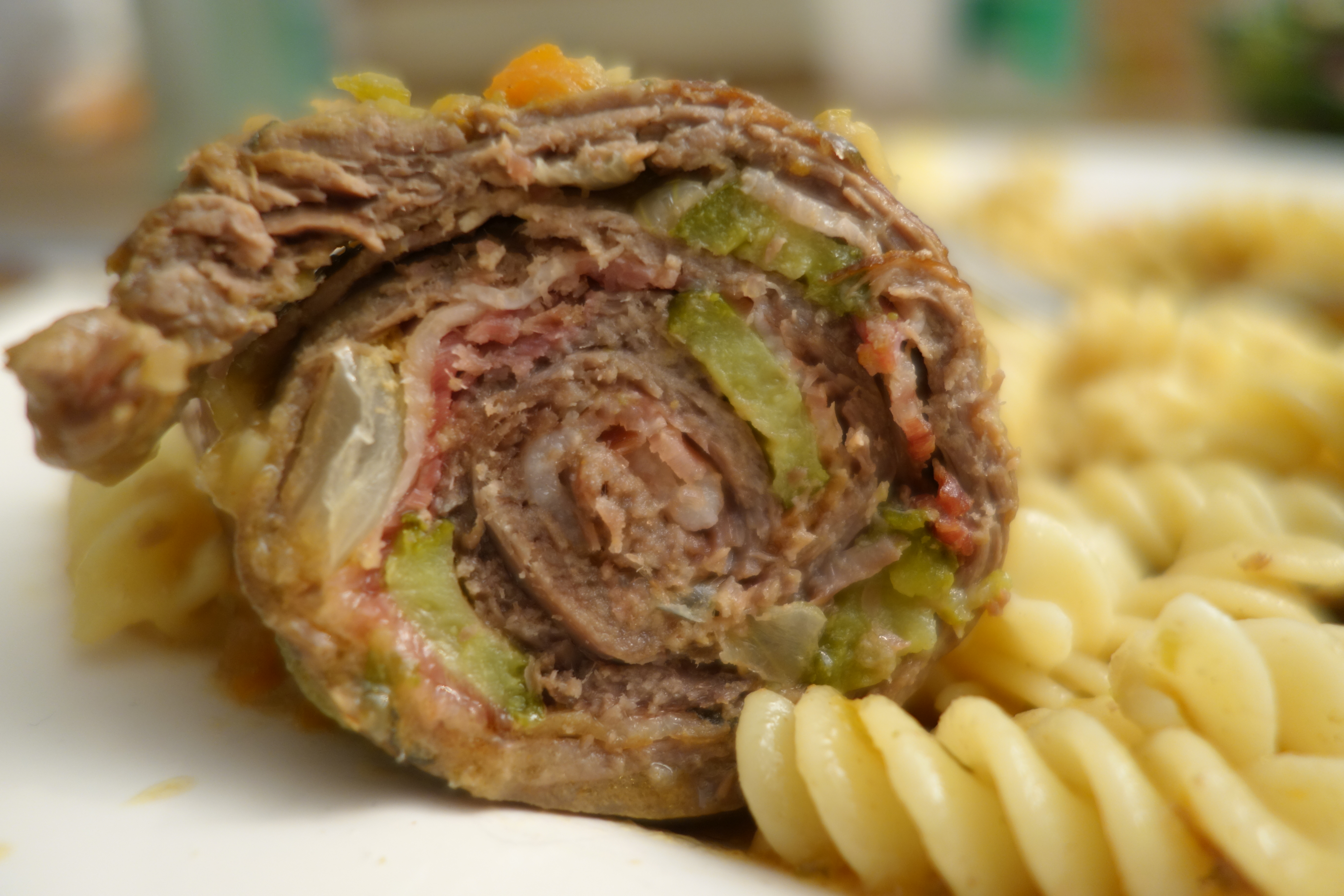
En tillagad rullad i genomskärning.

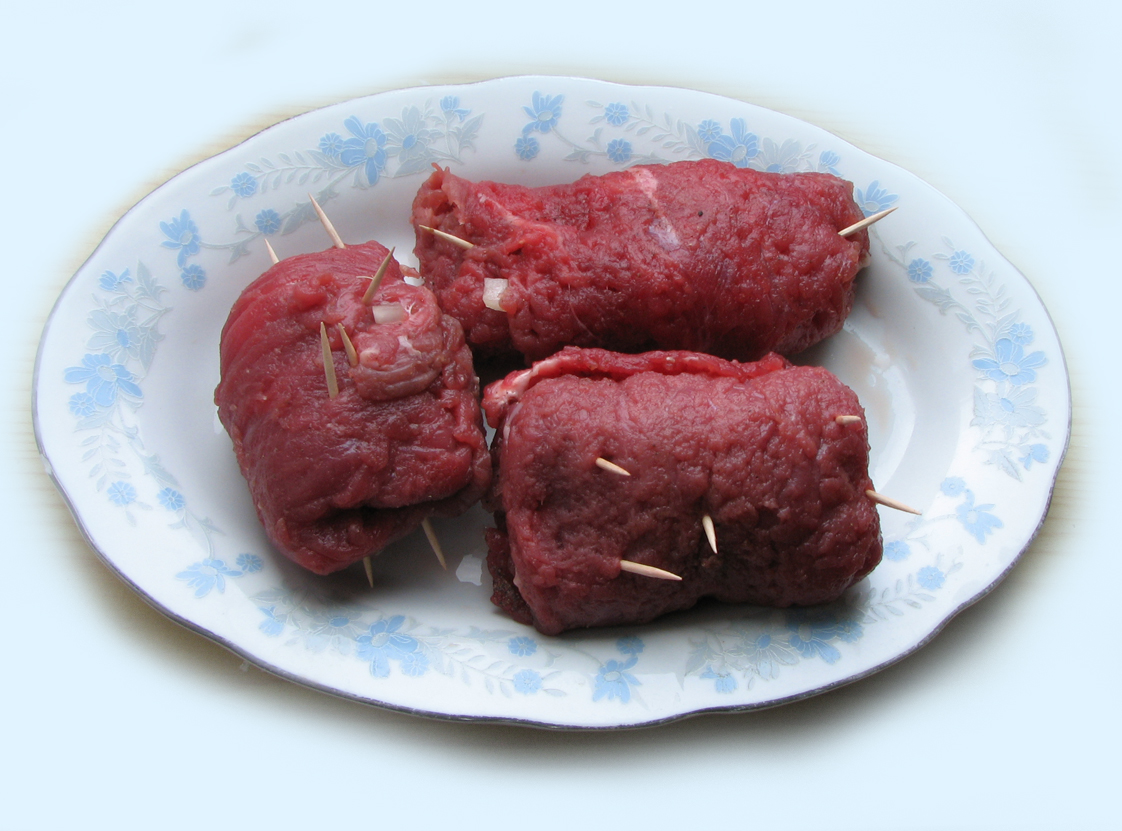
Råa rullader.

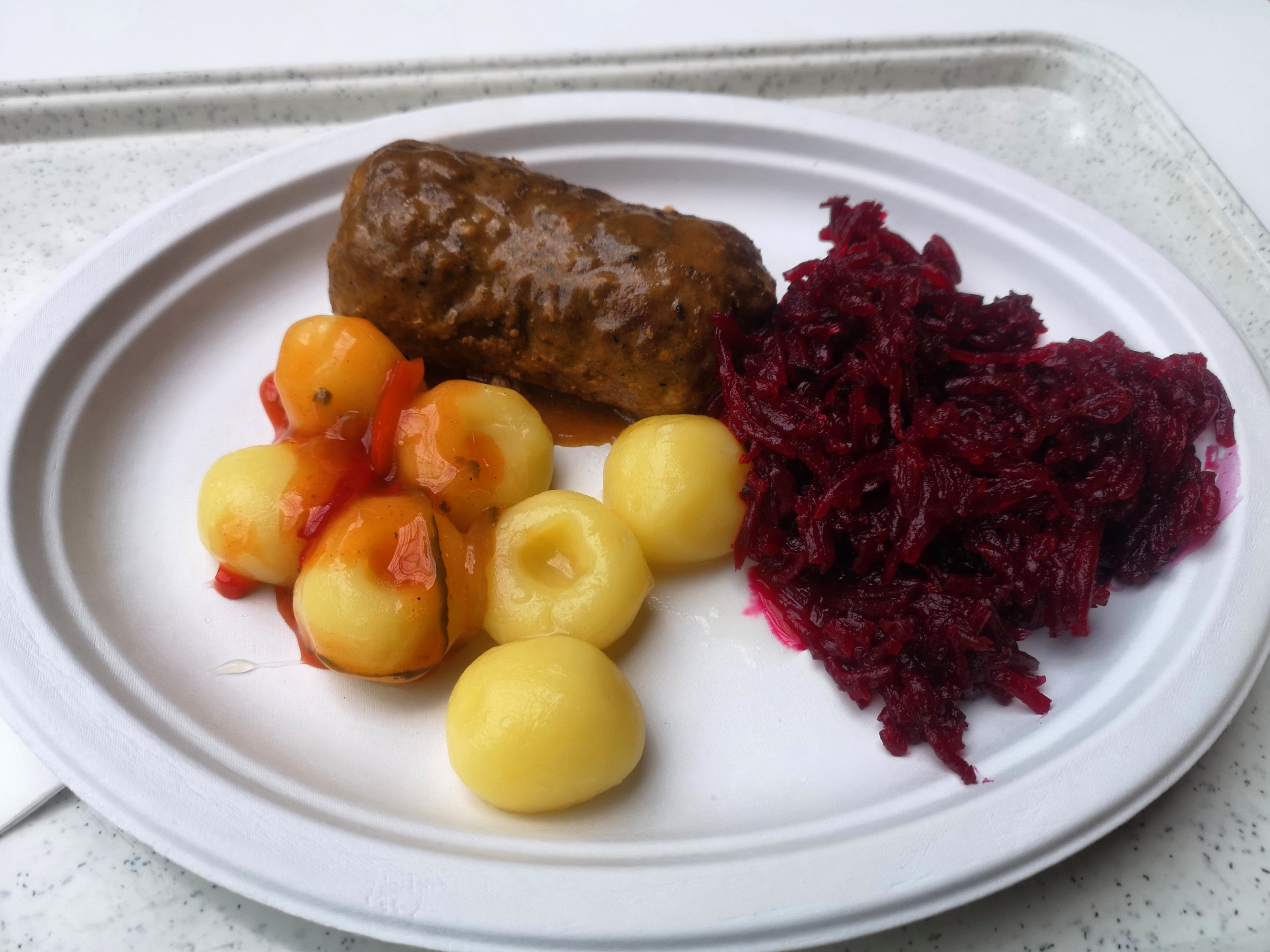
Maträtt med tillagad rullad.

En rullad (även rulad eller roulad) är en ihoprullad köttbit eller fiskskiva, ofta med en fyllning av något slag. Ordet är belagt i svenska språket sedan 1680 och är en försvenskning av franskans roulade. Rullader förekommer i olika varianter i världen. Rullader kan göras på hela kött- eller fiskbitar och på färs.
Rulladerna har ofta namn efter vilken typ av kött som används. Oxrullader kan göras på lövbiff eller rostbiff. Fläskrullader kan göras på bogfläsk eller färsk skinka. I Sverige brukar rullader serveras med potatis eller ris, sås och en sallad. Rullader på färs kan göras på exempelvis fläskfärs och kalvfärs.